# 8980 Heliaca
8980 Heliaca este un asteroid din centura principală de asteroizi.

## Descriere
8980 Heliaca este un asteroid din centura principală de asteroizi. A fost descoperit pe 16 octombrie 1977 la Observatorul Palomar de Cornelis Johannes van Houten, Ingrid van Houten-Groeneveld și Tom Gehrels. Asteroidul prezintă o orbită caracterizată de o semiaxă mare de 2,77 ua, o excentricitate de 0,20 și o înclinație de 8,8° în raport cu ecliptica.